# Perm, Ryssland
Perm (ryska Пермь; IPA: /pʲermʲ/) är en stad med lite mer än 1 miljon invånare i Ryssland, och är administrativt centrum i Perm kraj. Den ligger vid Kamafloden vid foten av Uralbergen. Staden ligger vid transsibiriska järnvägen ungefär 139 mil (1 386 km) öster om Moskva. Den geologiska perioden perm är uppkallad efter området. 
Perm är ett viktigt administrativt, industriellt, vetenskapligt och kulturellt centrum. De viktigaste industrierna är bland andra försvarsindustri, oljeproduktion (omkring 3 % av Rysslands oljeproduktion), oljeraffinering, skogsindustri och livsmedelsindustri. Perm har flera stora universitet. 

## Historia
I början av 1700-talet upptäcktes kopparfyndigheter i trakten, och 1723 anlades här ett statligt kopparverk, lett av en tillfångatagen svensk officer. Ännu 1772 hade samhället endast 1 623 innevånare. 1781 fick Perm stadsrättigheter, och blev 1796 huvudstad i provinsen Perm. Fram till 1830 var ledningen för Urals bergverk förlagt hit. 1917 grundades ett universitet i staden, som också fick ett polytekniskt institut, samt konst- och kulturhistoriska museer. Bland dess industrier märktes superfosfat-, separator-, läder- och spikfabriker samt ett skeppsvarv. Perm var också en viktig ångbåtsstation. Perm hade tidigt en utpräglat europeisk karaktär med stenhus och regelbunden stadsplan.
Från 1940 till 1957 hette staden Molotov, efter Vjatjeslav Molotov. I Perm låg många arbetsläger som stängdes 1992.

## Sport
Det lokala fotbollslaget heter FC Amkar Perm. De spelar i den högsta ryska ligan, Ryska Premier League. De har varit nära att kvala till europacuper ett antal gånger, men har aldrig lyckats.
Det lokala damfotbollslaget Zvezda 2005 Perm kommer också härifrån och spelar sina matcher på samma arena som Amkar, på Zvezda stadium. De har dominerat damfotbollen i Ryssland, och har vunnit de tre senaste gångerna.

## Administrativt område

Perms administrativa område med de sju stadsdistrikten, samt Novyje Ljady i öster som numera är sammanslagen med Perms övriga distrikt.

Perm är indelat i sju stadsdistrikt. 
| Stadsdistrikt      | Invånarantal 9 oktober 2002 | Invånarantal 14 oktober 2010 | Invånarantal 1 januari 2015 | Invånarantal 1 januari 2022 |
| ------------------ | --------------------------- | ---------------------------- | --------------------------- | --------------------------- |
| Dzerzjinskij       | 153 403                     | 155 632                      | 163 859                     | 165 494                     |
| Industrialnyj      | 160 039                     | 157 575                      | 167 137                     | 168 610                     |
| Kirovskij          | 126 960                     | 127 793                      | 130 190                     | 130 094                     |
| Leninskij          | 57 569                      | 48 520                       | 53 712                      | 54 229                      |
| Motovilichinskij   | 176 564                     | 179 961                      | 190 065                     | 192 586                     |
| Ordzjonikidzevskij | 111 631                     | 111 204                      | 114 358                     | 114 989                     |
| Sverdlovskij       | 215 487                     | 210 477                      | 217 148                     | 216 761                     |
| TOTALT             | 1 001 653                   | 991 162                      | 1 036 469                   | 1 042 763                   |

Stadsgränsen har ändrats på senare tid, se tabellen nedan. 
Perm administrerar även områden utanför själva centralorten. 
| Stad/Ort     | Invånarantal 9 oktober 2002 | Invånarantal 14 oktober 2010 | Invånarantal 1 januari 2015 | Invånarantal 1 januari 2022 |
| ------------ | --------------------------- | ---------------------------- | --------------------------- | --------------------------- |
| Perm         | 1 001 653                   | 991 162                      | 1 036 469                   | 1 042 763                   |
| Novyje Ljady | 9 280                       | Ingen uppgift                | Ingen uppgift               | Ingen uppgift               |
| Landsbygd    | 14                          | 8                            | 7                           | 7                           |
| TOTALT       | 1 010 947                   | 991 170                      | 1 036 469                   | 1 042 770                   |

Novyje Ljady har numera slagits samman med centrala Perm.

## Klimat
|                        | Jan   | Feb   | Mar   | Apr   | Maj   | Jun  | Jul  | Aug  | Sep  | Okt   | Nov   | Dec   | År    |
| ---------------------- | ----- | ----- | ----- | ----- | ----- | ---- | ---- | ---- | ---- | ----- | ----- | ----- | ----- |
| Medeltemp. (°C)        | −12,8 | −11,6 | −4,2  | 3,6   | 10,4  | 16,5 | 18,7 | 15,3 | 9,8  | 3,0   | −5,8  | −11,1 | 2,7   |
|                        |       |       |       |       |       |      |      |      |      |       |       |       |       |
| Högsta rekord (°C)     | 4,3   | 6,0   | 15,0  | 27,3  | 34,6  | 35,4 | 36,6 | 37,2 | 30,7 | 22,5  | 11,9  | 4,5   | 37,2  |
| Högsta medeltemp. (°C) | −9,3  | −7,6  | 0,1   | 8,7   | 16,9  | 22,5 | 24,2 | 20,5 | 13,9 | 5,9   | −3,1  | −8,0  | 7,1   |
| Lägsta medeltemp. (°C) | −16,2 | −15,1 | −8,2  | −0,9  | 5,4   | 11,1 | 13,3 | 10,9 | 6,2  | 0,5   | −8,4  | −14,2 | −1,3  |
| Lägsta rekord (°C)     | −44,9 | −40,8 | −34,8 | −23,5 | −13,0 | −3,4 | 1,3  | −1,9 | −7,8 | −25,2 | −38,5 | −47,1 | −47,1 |
|                        |       |       |       |       |       |      |      |      |      |       |       |       |       |
| Nederbörd (mm)         | 44    | 30    | 28    | 36    | 59    | 79   | 69   | 76   | 72   | 64    | 55    | 45    | 657   |
| Källa: Pogoda.ru.net   |       |       |       |       |       |      |      |      |      |       |       |       |       |